# L'amore arriva in treno
L'amore arriva in treno (in hindi  जब वी मेट),  è un film di Bollywood del 2007 diretto da Imtiaz Ali, con Kareena Kapoor. Il titolo originale significa "Quando ci siamo incontrati".

## Trama
Adytia Kashyap è figlio di un famoso imprenditore afflitto dalle pene d'amore, poiché la donna che amava si è sposata con un altro uomo. Decide così di salire su un treno scelto a caso. Sul treno incontra Geet, donna dal carattere esuberante che si mette in testa di aiutarlo a scacciare i cattivi pensieri e fargli capire che la vita è un gioco, e va vissuta come tale.
All'inizio sono scintille: lui non sembra per niente apprezzare l'invadenza e l'eccessiva spontaneità di Geet. Poi, però, l'incontro con Geet finisce per cambiargli la vita per sempre; quando tocca a lei soffrire le pene d'amore per l'uomo per il quale era fuggita da casa, i ruoli si invertono, e Geet capisce cosa significa amare veramente.